# Pannelli a irraggiamento
I pannelli a irraggiamento sono dei sistemi di riscaldamento degli ambienti che utilizzano uno dei tre principi di trasmissione del calore, l'irraggiamento (gli altri due sono la convezione e la conduzione).
I pannelli ad irraggiamento, da non confondere coi pannelli radianti o coi pannelli solari termici o fotovoltaici, sono essenzialmente costituiti da una superficie riscaldante ed una emettente.
Vi sono modelli con o senza termostato a bordo, con emettitori in acciaio, alluminio, materiale plastico, pietra o marmo. Quelli per il riscaldamento degli ambienti che vengono installati a parete o a soffitto, sono provvisti di uno strato isolante che evita dispersioni di calore e concentra così il calore prodotto laddove necessita.
I pannelli ad irraggiamento hanno un rendimento inferiore a quello che si può avere con una normale pompa di calore, ma tale sistema può avere vantaggi che fa avvicinare di molto il consumo a tali macchine termiche, grazie allo sfruttamento dell'irraggiamento anziché la convezione, oltre ad un sensibile aumento del benessere all'interno dell'ambiente riscaldato.